# Oleg Svátek
 Oleg Svátek  (ur. 3 lutego 1888 w Domoradicach, zm. 1 października 1941 w Pradze) – czeski generał.

## Życiorys
Po studiach w szkole kadetów w Wiedniu był od 1907 roku oficerem wojska austro-węgierskiego.
Podczas I wojny światowej dostał się do niewoli rosyjskiej i wstąpił do Korpusu Czechosłowackiego, gdzie był w latach 1918-20 komendantem pułku.
Do ojczyzny powrócił w lutym 1920 roku. W latach 1920–22 zastępca komendanta, a następnie komendant Akademii Wojskowej w Hranicach. Potem często zmieniał stanowiska wojskowe – naczelnik sztabu dywizji pieszej (1923-25), komendant pułku pieszego (1925-28), komendant brygady pieszej (1928-36) i komendant Dwunastej Dywizji w Użhorodzie (1935-38). W 1928 roku awansowany na generała brygady.
W okresie okupacji niemieckiej był jednym z przywódców Obrony Narodu, organizacji wojskowego ruchu oporu.
4 września 1941 roku został aresztowany przez Gestapo. Sądzony w trybie doraźnym, 1 października 1941 został stracony w koszarach Ruzyně.

## Odznaczenia
- Krzyż Wojenny 1914-1918
- Order Sokoła z mieczami
- Czechosłowacki Medal Rewolucyjny